# Comuna de Łąck
Łąck (polaco: Gmina Łąck) é uma gminy (comuna) na Polónia, na voivodia de Mazóvia e no condado de Płocki. A sede do condado é a cidade de Łąck.
De acordo com os censos de 2004, a comuna tem 4877 habitantes, com uma densidade 52 hab/km².

## Área
Estende-se por uma área de 93,74 km², incluindo:
- área agricola: 45%
- área florestal: 40%

## Demografia
Dados de 30 de Junho 2004:
|                      | Total   | Total | Mulheres | Mulheres | Homens  | Homens |
| -------------------- | ------- | ----- | -------- | -------- | ------- | ------ |
|                      | pessoas | %     | pessoas  | %        | pessoas | %      |
| População            | 4877    | 100   | 2499     | 51,2     | 2378    | 48,8   |
| Densidade (pop./km²) | 52      | 100   | 26,7     | 26,7     | 25,4    | 25,4   |

De acordo com dados de 2002, o rendimento médio per capita ascendia a 1478,2 zł.

## Subdivisões
- Antoninów-Korzeń Rządowy, Grabina, Korzeń Królewski-Podlasie, Koszelówka, Kościuszków-Władysławów, Ludwików, Łąck, Matyldów, Nowe Rumunki, Sędeń Duży, Sędeń Mały, Wincentów, Wola Łącka, Zaździerz, Zdwórz, Zofiówka.

## Comunas vizinhas
- Gąbin, Gostynin, Płock, Szczawin Kościelny